# Двадцять шість комісарів
«Двадцять шість комісарів» — радянський історичний художній фільм-драма, знятий в 1932—1933 роках режисерами Миколою Шенгелаєю і Степаном Кеворковим. Прем'єра фільму відбулася в лютому 1933 року.

## Сюжет
Фільм оповідає про події Громадянської війни на Закавказзі і в Закаспії, про трагічні дні серпня-вересня 1918 року в Баку, коли керівники Бакинської Ради змушені здати владу інтервентам, що призводить до арешту і трагічної загибелі керівників Бакинської комуни — двадцяти шести комісарів (Степана Шаумяна, Джапарідзе, Азізбекова та інших).

## У ролях
- Касім Гасанов — Степан Шаумян
- Хайрі Емір-заде — комісар
- Алісаттар Меліков — більшовик
- Іван Клюквін — Петька
- Василь Ковригін — Васька, матрос
- Микола Куликов — російський робітник
- Алла-Верди Меліков — тюрок, робітник
- Веріко Анджапарідзе — дружина робітника
- Петро Морськой — більшовик з фронту
- Ігор Савченко — лідер есерів
- Коте Андронікашвілі — лідер дашнаків
- Михайло Абесадзе — «Маузерист»
- П. Рязанов — генерал Денвіль
- Х. Венаріков — капітан Джонсон
- Мустафа Марданов — меньшовик
- Володимир Гардін — громадянин з хризантемою
- Баба-заде — Азізбеков
- Іона Бій-Бродський — епізод
- Михайло Жаров — меньшовик

## Знімальна група
- Режисер — Микола Шенгелая
- Сценаристи — Олександр Ржешевський, Микола Шенгелая
- Оператор — Євген Шнейдер
- Художник — Віктор Аден